# Gallina antigua moñuda andaluza
La gallina antigua moñuda andaluza es una raza aviar española autóctona de Andalucía.
Se trata de una raza antigua que no está incluida en el Catálogo Oficial de Razas de Ganado de España del Ministerio de Agricultura, Pesca y Alimentación, por lo que aún no tiene reconocimiento oficial, aunque si está recogida como raza por la Federación Española de Avicultura, Colombicultura y Cunicultura de Raza, en espera de su reconocimiento oficial.
Es un ave de tamaño medio con moño, característica de la que recibe el nombre, con cresta algo caída, y sus huevos son de color blanco rosáceo, con un peso de 65 gr. El peso en los machos oscila entre los 3,4 y los 3,8 kg, mientras que en las hembras va de los 2,5 a los 2,9 kg.

## Historia
La presencia de la gallina tufona en Andalucía se remonta a siglos, con registros históricos y referencias culturales que sugieren su existencia y cría en la región desde, al menos, el siglo XVIII. Su desarrollo ha estado intrínsecamente ligado a las prácticas avícolas tradicionales de las comunidades rurales andaluzas, donde se valoraba no solo por su producción de huevos y carne, sino también por sus singulares características morfológicas. A lo largo del tiempo, ha logrado conservar sus rasgos distintivos a pesar de la introducción de otras razas y la intensificación de la avicultura, manteniéndose como un vestigio vivo de la diversidad avícola histórica de la península ibérica.